# Jassargus sursumflexus
Jassargus sursumflexus är en insektsart som beskrevs av Then 1902. Jassargus sursumflexus ingår i släktet Jassargus och familjen dvärgstritar. Enligt den finländska rödlistan är arten nära hotad i Finland. Arten är reproducerande i Sverige. Artens livsmiljö är öppna, mineralfattiga myrar. Inga underarter finns listade i Catalogue of Life.